# Vanilla abundiflora
Vanilla abundiflora ist eine Pflanzenart aus der Gattung Vanille (Vanilla) in der Familie der Orchideen (Orchidaceae). Sie wächst als Kletterpflanze auf Borneo.

## Beschreibung
Vanilla abundiflora ist eine immergrüne Kletterpflanze, sie erreicht zehn bis 20 Meter Wuchshöhe. Der Spross erreicht 1,3 bis 1,6 Zentimeter Durchmesser, die Internodien sind 6,5 bis neun Zentimeter lang. Die Blätter sind länglich oval, vorne spitz ausgezogen; der Blattstiel ist etwa 1,5 Zentimeter lang, das ganze Blatt misst 25 Zentimeter in der Länge und 8,75 Zentimeter in der Breite.
Der traubige Blütenstand ist bis zu 30 Zentimeter lang und trägt bis zu 150 große Blüten. Die Tragblätter sind konkav, stumpf und 0,35 Zentimeter lang. Die Blütenblätter werden etwa fünf Zentimeter lang. Das dorsale Sepal ist lanzettlich, leicht konkav gewölbt, stumpf endend, oberhalb der Mitte am breitesten (1,5 Zentimeter). Die seitlichen Sepalen sind länglich-oval, spitz, bis 1,75 Zentimeter breit. Die Petalen gleichen etwa den seitlichen Sepalen, auf der Außenseite sind sie deutlich kantig gekielt. Die Lippe ist undeutlich dreilappig, die Seiten sind nach oben geschlagen, der vordere Rand der Lippe ist gewellt und gefältelt. Auf der Lippe sitzt mittig ein Haarbüschel. Die Säule ist 3,2 Zentimeter lang, unbehaart bis auf ein Haarbüschel aus verzweigten Trichomen, das gegenüber dem auf der Lippe angeordnet ist. Die Kapselfrucht wird 25 Zentimeter lang bei zwei Zentimeter Durchmesser, im Querschnitt ist sie oval. Bei der Reife wird die Frucht gelblich braun und ist ähnlich aromatisch, wenn auch weniger intensiv als die Gewürzvanille (Vanilla planifolia).

## Verbreitung
Vanilla abundiflora kommt endemisch auf Borneo vor. Sie wächst in sumpfigen oder zeitweise überfluteten Wäldern des Tieflands.

## Systematik und botanische Geschichte
Diese Orchidee wurde 1920 von Johannes Jacobus Smith anhand eines von Teyssmann gesammelten Exemplars in Bulletin du Jardin Botanique de Buitenzorg Serie 3, Band 1, Seite 21 beschrieben.
Innerhalb der Gattung Vanilla wird Vanilla abundiflora in die Untergattung Xanata und dort in die Sektion Thethya, die sämtliche Arten der Paläotropis enthält, eingeordnet. Soto Arenas und Cribb vergleichen sie mit Vanilla kinabaluensis, die aber größere Blüten und eine auffallendere Behaarung der Lippe aufweist. Laut Portères ähnelt sie der auf Sulawesi vorkommenden Vanilla platyphylla.